# Lincoln Z
Lincoln Z – samochód osobowy klasy średniej-wyższej produkowany pod amerykańską marką Lincoln od 2022 roku.

## Historia i opis modelu

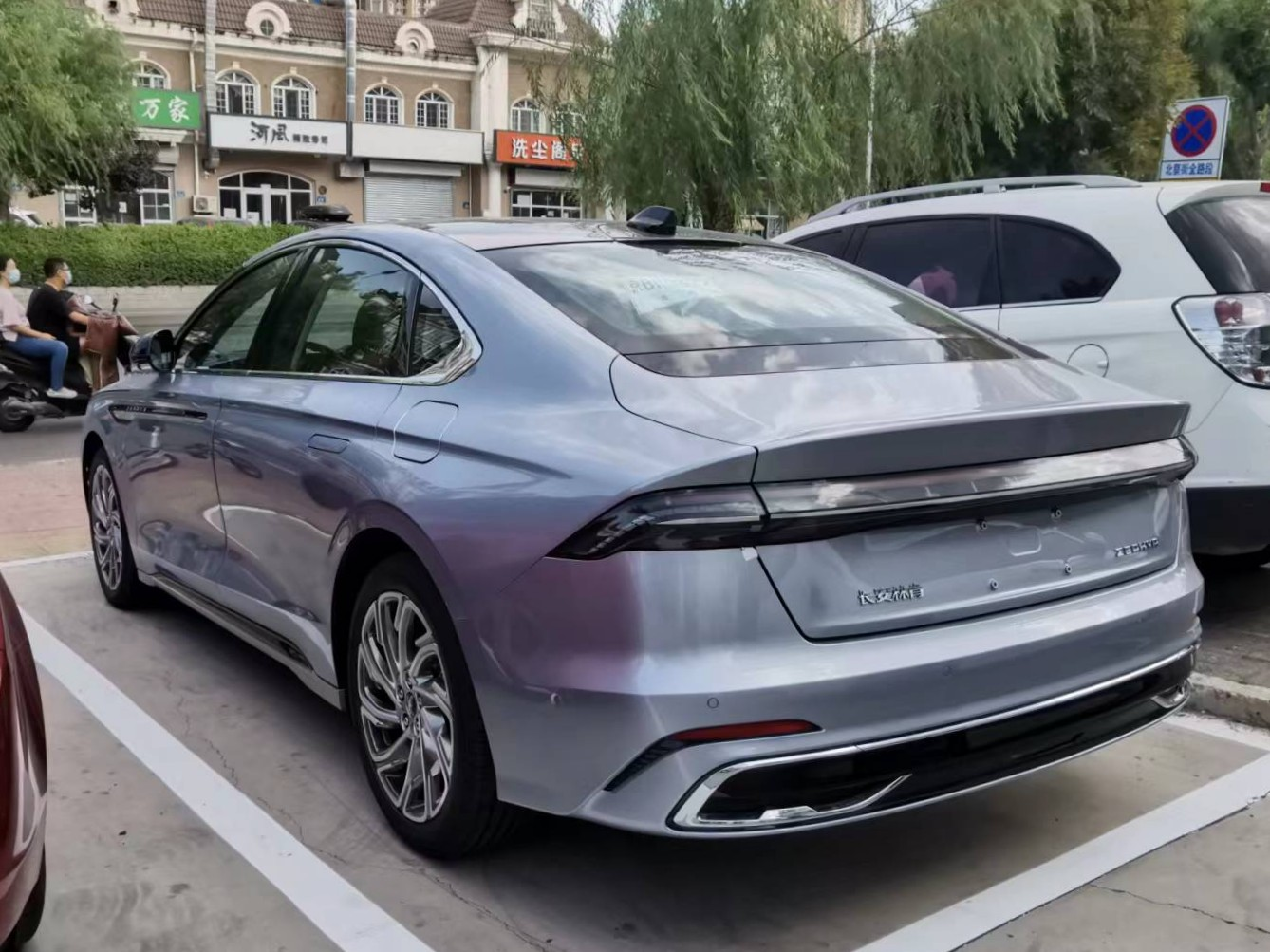
Lincoln Z - tył

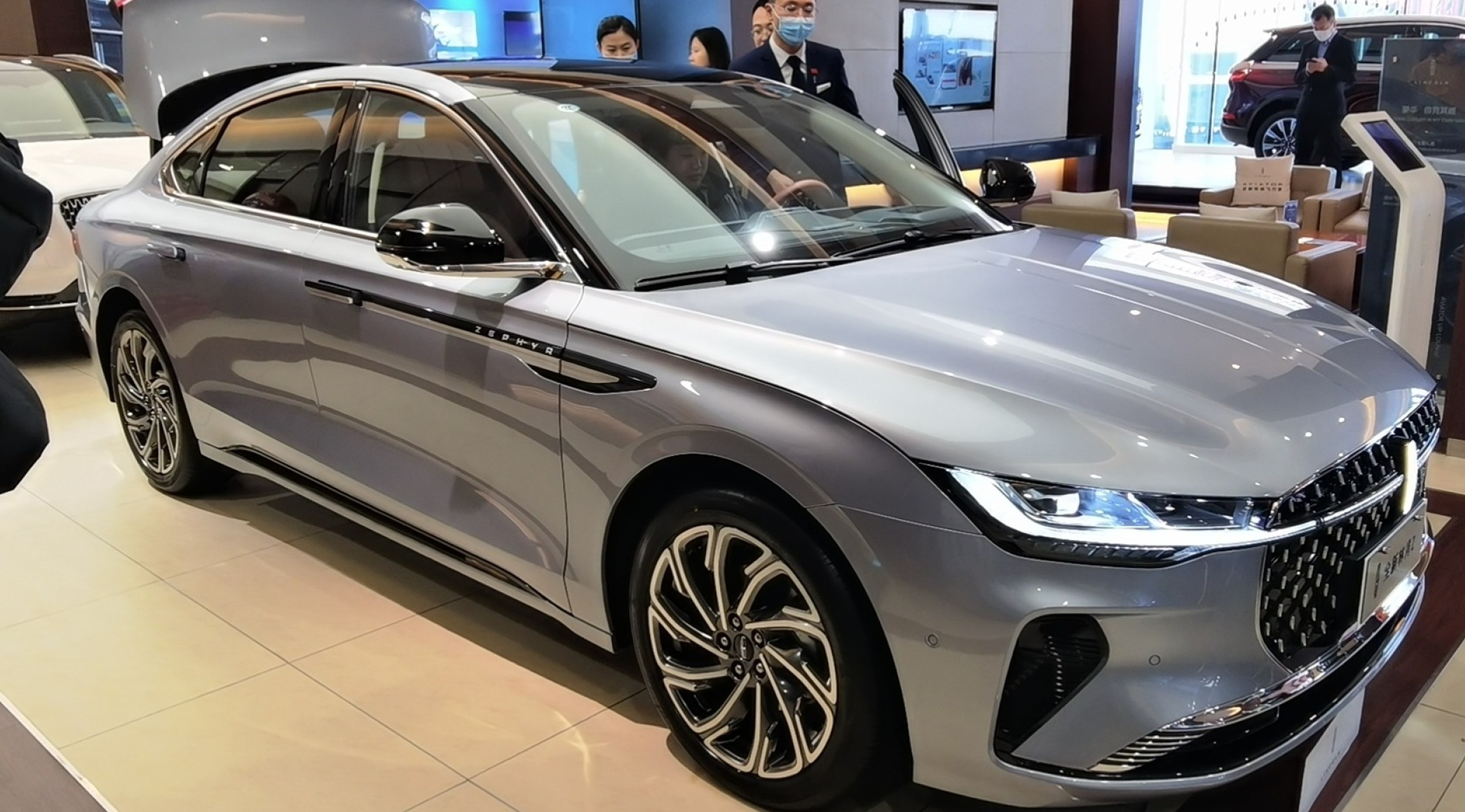
Lincoln Z u dealera

W kwietniu 2021 roku podczas targów samochodowych Shanghai Auto show chiński oddział koncernu Ford przedstawił prototyp zapowiadający nową, średniej wielkości luksusową limuzynę na wewnętrzny rynek o nazwie Lincoln Zephyr Reflection. Produkcyjny model, w obszernym zakresie odtwarzający stylizację studium, zaprezentowany został pół roku później podczas innej chińskiej wystawy motoryzacyjnej Auto Guangzhou 2021 w listopadzie tego samego roku. Początkowo samochód wzorem studium z 2021 roku miał przyjąc stosowaną już przeszłości dwukrotnie nazwę Zephyr, zachował on ją tylko w momencie premiery - podczas uruchomienia regularnej sprzedaży zdecydowano się na przemianowanie limuzyny na Lincoln Z.
Samochód rozwinął dotychczasową estetykę amerykańskiej firmy, wyróżniając się dużym przednim wlotem powietrza z świetlistym pasem LED, a także łagodnie opadającą linią dachu. Samochód zyskał wydłużony rozstaw osi zapewniający obszerną przestrzeń w tylnym rzędzie siedzeń. Lincoln Z powstał jako bliźniacza konstrukcja wobec innego, średniej wielkości sedana debiutującego w międzyczasie - kolejnej generacji Forda Mondeo, wraz z opartym na nim Fordem Evos. 
Kabina pasażerska Lincolna Z z charakterystycznym dwuramiennym kołem kierownicy utrzymana została w minimalistyczno-cyfrowym wzornictwie, wyróżniając się zredukowaną do minimum liczbą przełączników oraz dużym, rozciągającym się na całą szerokość kokpitu wyświetlaczem. Utworzył go 12,3-calowy ekran wskaźników przed kierowcą oraz szeroki, 27-calowy ekran systemu multimedialnego.
Pod kątem układu napędowego producent nie umożliwił modyfikacji ani zmian w konfiguracji, która jest stała. Czterocylindrowy, turbodoładowany 2-litrowy silnik benzynowy z serii EcoBoost współpracuje z ośmiobiegową, automatyczną prekładnią biegów.

### Sprzedaż
Choć pierwotnie Lincoln planował powrócić do stosowanej już w przeszłości nazwy Zephyr dla następcy modelu MKZ na rodzimym rynku amerykańskim, to jednak tam samochód ostatecznie zniknął z produkcji w 2020 roku bez następcy. Nowy Lincoln Zephyr, a później po prostu Lincoln Z, powstał jako samochód wyłącznie z myślą o rynku chińskim, na potrzeby którego produkcję uruchomiono w 2022 roku w zakładach Changan Ford w Chongqing, bez planów eksportowych na inne rynki zbytu.

### Silnik
- R4 2.0l EcoBoost Turbo 238 KM